# Fontenais
Fontenais es una comuna suiza del cantón del Jura, situada en el distrito de Porrentruy. Desde el 1 de enero de 2013 incluye la antigua comuna de Bressaucourt.

## Geografía
La comuna limita al norte con las comunas de Courtedoux y Porrentruy, al este con Courgenay, al sur con Clos du Doubs, al suroeste con Montancy (FRA-90), y al oeste con Haute-Ajoie.

## Referencias

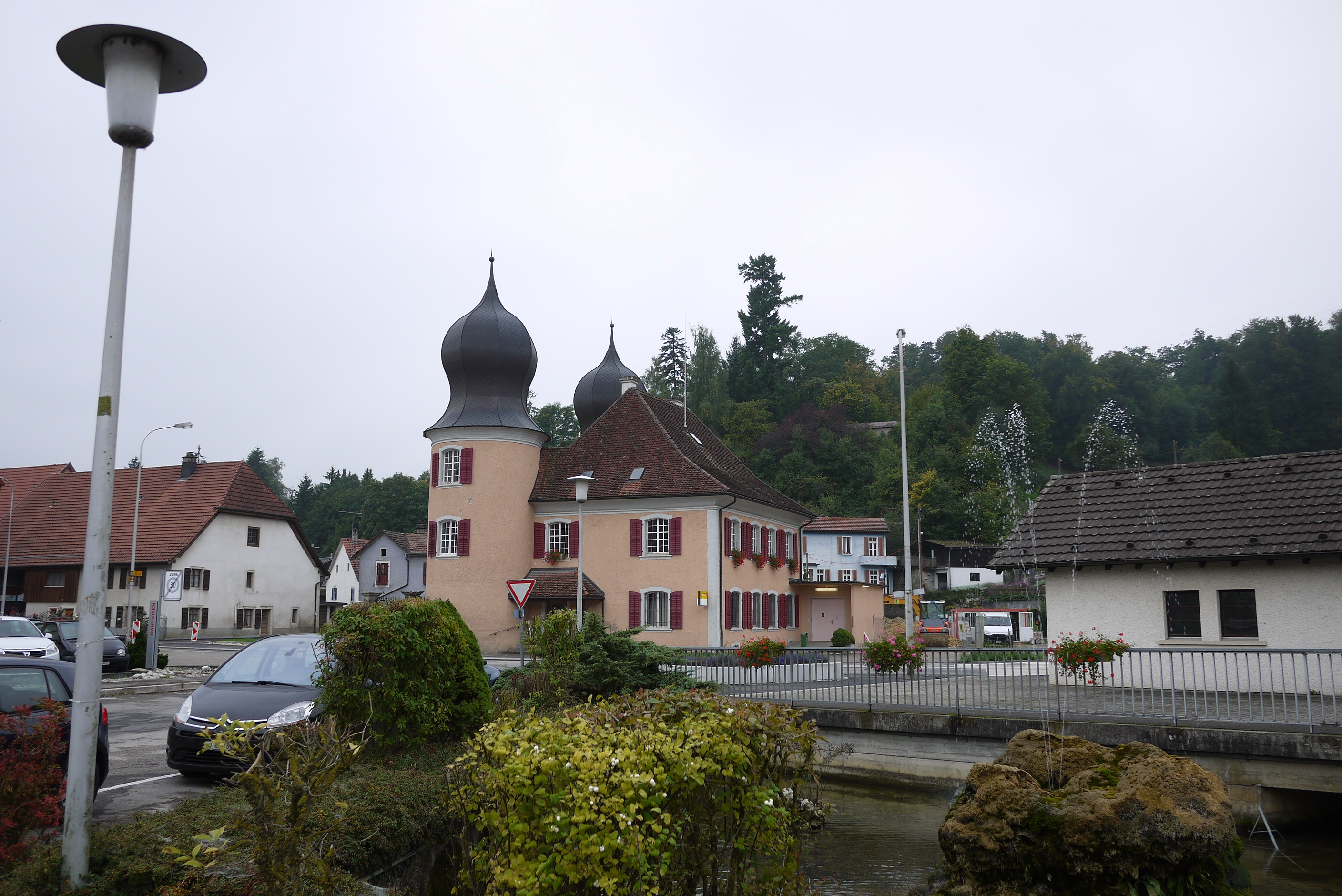
Vista de Fontenais.